# 金田龍
金田 龍（かねだ りゅう、1961年 - ）は、日本の映画監督、脚本家。

## 人物・来歴
岡山県出身。多摩芸術学園映画学科を卒業後にテレビ、CM、映画などの助監督を経験。1989年に『満月のくちづけ』で監督デビューする。同作品が第9回ローマ国際ファンタスティック映画祭で最優秀監督賞を獲得する。
監督業の傍らゲームソフト界でも活躍し、カンパニーAZAに所属している。
映画監督との雨宮慶太とは1989年の東京国際ファンタスティック映画祭で出会って以来、公私に渡る交友関係が続いている。『電影少女』を制作していた頃に雨宮とテレビシリーズの制作を構想し、2005年に『牙狼<GARO>』として実現した。満足したカットが撮れた時に「そういう事！」と言うのが口癖である。

## 監督作品

### 映画
- 満月のくちづけ（1989年）
- 電影少女（1991年）
- ブギーポップは笑わない Boogiepop and Others（2000年）
- ZOO「カザリとヨーコ」（2005年）
- 絶狼〈ZERO〉-BLACK BLOOD- 白ノ章 / 黒ノ章（2014年）

### テレビドラマ
- 牙狼<GARO>（2005年 - 2006年）
- MAGISTER NEGI MAGI 魔法先生ネギま!（2007年）
- 満福少女ドラゴネット（2010年）
- 牙狼＜GARO＞〜MAKAISENKI〜（2011年）
- 牙狼〈GARO〉 〜闇を照らす者〜（2013年）
- 衝撃ゴウライガン!!（2013年）
- 牙狼〈GARO〉 -魔戒ノ花-（2014年）
- 牙狼〈GARO〉-魔戒烈伝-（2016年）

## ゲームソフト
- おまかせ!退魔業（1996年） - 実写映像パートの監督、脚本
- シェンムー（1999年） - モーションキャプチャー演出ディレクター
- 鬼武者（2001年） - CGムービーディレクター
- 鬼武者2（2002年） - CGムービーディレクター
- グランディアIII（2005年） - 映像監督、シナリオ監修